# La Roche-sur-Yon
La Roche-sur-Yon je mesto in občina v zahodni francoski regiji Loire, prefektura departmaja Vendée. Leta 2004 je mesto imelo 50.800 prebivalcev.

## Geografija
Mesto leži v središču departmaja Vendée v dolini reke Yon.

## Administracija
La Roche-sur-Yon je sedež dveh kantonov:
- Kanton La Roche-sur-Yon-Jug (del občine La Roche-sur-Yon, občine Aubigny, Chaillé-sous-les-Ormeaux, La Chaize-le-Vicomte, Les Clouzeaux, Fougeré, Nesmy, Saint-Florent-des-Bois, Le Tablier, Thorigny: 40.920 prebivalcev),
- Kanton La Roche-sur-Yon-Sever (del občine La Roche-sur-Yon, občini Mouilleron-le-Captif, Venansault: 29.789 prebivalcev).

Mesto je prav tako sedež okrožja, v katerega so poleg njegovih dveh vključeni še kantoni Chantonnay, Essarts, Herbiers, Mareuil-sur-Lay-Dissais, Montaigu, Mortagne-sur-Sèvre, Poiré-sur-Vie, Rocheservière in Saint-Fulgent z 230.386 prebivalci.

## Zgodovina
Pred francosko revolucijo manjši kraj je La Roche-sur-Yon s prihodom Napoleona Bonaparta na oblast postal sedež departmaja (25. maj 1804), pred tem v Fontenay-le-Comtu, ter se začel postopoma razvijati. V obdobju Prvega Francoskega cesarstva seje imenoval Napoléon-on-Yon, med francosko restavracijo Bourbon-Vendée, v času Druge republike La-Roche-sur-Yon, med Drugim cesarstvom pa Napoléon-Vendée. Od 1870 dalje nosi mesto sedanje ime.

## Zanimivosti
- Trg Place Napoléon s kipom Napoleona na konju (delo kiparja Émiliena de Nieuwerkerka,
- cerkev sv. Ludvika (1829).

## Pobratena mesta
- Cáceres, (Španija),
- Coleraine (Severna Irska, Združeno kraljestvo),
- Drummondville (Québec, Kanada),
- Gummersbach (Nemčija),
- Tizi-Ouzou (Alžirija).